# 埃爾莫羅 (科羅拉多州)
埃爾莫羅（英語：El Moro）是位於美國科羅拉多州拉斯阿尼馬斯縣的一個人口普查指定地區。

## 地理
埃爾莫羅的座標為37°13′28″N 104°28′00″W / 37.22444°N 104.46667°W，而該地最高點為海拔高度1806米（即5925英尺）。

## 人口
根據2010年美國人口普查的數據，埃爾莫羅的面積為28.83平方千米，當中陸地面積為28.75平方千米，而水域面積為0.08平方千米。當地共有人口221人，而人口密度為每平方千米7人。